# Johannes Schläpfer (Unternehmer)
Johannes Schläpfer (* 14. November 1725 in Speicher; † 26. März 1802 ebenda; heimatberechtigt in Speicher) war ein Schweizer Textilunternehmer aus dem Kanton Appenzell Ausserrhoden.

## Leben
Johannes Schläpfer war ein Sohn von Ulrich Schläpfer, Ratsherr, und Anna Sturzenegger. Im Jahr 1762 heiratete er Anna Barbara Gonzenbach, Tochter von Georg Leonhard Gonzenbach, Junker und Gerichtsherr. Bis 1765 war er der führende Kopf der Genueser Filiale der Textilhandelsfirma Gebrüder Schläpfer. Diese gehörte Matthias Schläpfer und Jakob Schläpfer aus Speicher. Er war jedoch nicht mit ihnen verwandt. Schläpfer gründete eine eigene Handelsfirma mit Filialen ab 1764 in Lyon und ab 1765 in Genua. Letztere führte er mit seinem bisherigen Genueser Gehilfen A. Vigo als Partner. In den Jahren 1770 bis 1771 erbaute er ein Kaufhaus mit Appretur in Speicher. 1792 erwarb er das Geschäftshaus seiner ehemaligen Partner in Speicher. Von 1767 bis 1897 amtierte er als Ratsherr in Speicher. Sein Sohn Georg Leonhard Schläpfer führte die Handelsfirma nach Schläpfers Tod weiter.